# Gen perla
El gen perla, o bien simplemente perla, es un gen que provoca pelajes diluidos característicos. Pelajes que pueden parecerse a los diluidos crema y champagne pero que son provocados por causas diferentes.

## Presencia de la dilución perla
Los pelajes diluidos perla no son muy frecuentes. Se encuentran en las razas American Quarter Horse, American Paint Horse (combinados, en este caso, con patrones manchados) y el caballo peruano de paso. También hay presencia perla en los caballos andaluces y lusitanos.

## Aspectos genéticos
El gen perla es recesivo. Si sólo hay un alelo perla (caballos perla heterocigóticos) no hay cambios exteriores en el pelaje de los caballos portadores. Cuando hay dos copias del gen perla se diluye el pigmento rojo en la piel, pelos y crines y se modifica a una tonalidad similar a la de un albaricoque.
Hay una prueba genética que permite verificar la presencia o ausencia de al.[¿cuál?] Alelos perla en un caballo determinado.
Un alelo perla combinado con un alelo crema provoca efectos similares a los causados por una doble dilución crema.

## Historia
La dilución pearl es, probablemente, muy antigua. Pero solo recientemente se empezó a identificar y estudiar.
En la raza American Paint Horse llamaba "factor Barlink". El nombre derivaba del Estal Barlink Macho Man, de pelaje moteado salpicado de blanco. e hijo de la yegua My Tontime.,
La dilución fue denominada "apricot" unos cuantos días pero, al comprobarse que coincidía con la dilución llamada "pearl" en los caballos andaluces y lusitanos, el nombre definitivo fue establecido como pearl.